# Андреевское муниципальное образование (Саратовская область)
Андреевское муниципальное образование — сельское поселение в Екатериновском районе Саратовской области Российской Федерации.
Административный центр — село Андреевка.

## История
Статус и границы сельского поселения установлены Законом Саратовской области от 27 декабря 2004 года № 83-ЗСО «О муниципальных образованиях, входящих в состав Екатериновского муниципального района».

## Население
| 2010 | 2011 | 2012  | 2013 | 2014 | 2015 | 2016 |
| ---- | ---- | ----- | ---- | ---- | ---- | ---- |
| 1016 | ↘993 | ↗1003 | ↘981 | ↘965 | ↘940 | ↘928 |
| 2017 | 2018 | 2019  | 2020 | 2021 |      |      |
| ↘915 | ↘892 | ↘871  | ↘852 | ↘803 |      |      |

## Состав сельского поселения
| № | Населённый пункт  | Тип населённого пункта       | Население |
| - | ----------------- | ---------------------------- | --------- |
| 1 | Андреевка         | село, административный центр | ↘310      |
| 2 | Боровая Полянщина | село                         | 0         |
| 3 | Бутурлинка        | село                         | ↘319      |
| 4 | Воронцовка        | село                         | ↘354      |
| 5 | Николаевка        | деревня                      | 33        |